# Каменный цветок (сказ)
«Каменный цветок» — сказ Павла Бажова из его сборника «Малахитовая шкатулка», созданный на основе уральского фольклора.
Первая публикация была в «Литературной газете» (май 1938) и в альманахе «Уральский современник» (книга 1-я, 1938). В 1944 году произведение было переведено на английский язык Аланом Уильямсом (Alan Moray Williams), затем ещё несколько раз другими авторами.
Сказ печатался в СССР и России, как в сборнике сказов, так отдельной книгой, став одним из самых читаемых и публикуемых произведений Павла Бажова.

## Сюжет каменного цветка
Действующие лица сказа: мастер Прокопьич, старушки Вихориха и Митрофановна, Данилка Недокормыш (главный герой), Катерина (невеста Данилы), Медной горы Хозяйка.
Круглый сирота парнишка Данила, которого в посёлке звали Недокормышем, был отдан приказчиком в ученики к мастеру Прокопьичу. Житьё у Прокопьича было несладкое, привечала Данилушку только бабка Вихориха, от которой он впервые услышал о каменном цветке, который будто в малахитовой горе растет. Тем не менее, вырос Данила у Прокопьича в хорошего мастера, которому однажды приказчик поручил изготовить точеную чашу на ножке для его дома. Вместо одной чаши Данила выполнил целых три, и приказчик в очередной раз приказал сделать чашу для барина. Новая чаша получилась аккуратно выполненной, но достаточно обычной с виду — барину она понравилась, а Даниле-мастеру — нет!
И рассказал старый мастер Прокопьич легенду о том, что во владениях Хозяйки Медной горы растет прекрасный каменный цветок, и тот, кто его увидит, начинает понимать красоту камня, но навсегда становится горным мастером Хозяйки. Невеста Данилы Катенька просила его забыть об этом, но он никак не мог успокоиться — жаждал увидеть этот волшебный цветок. Решил он искать у Змеиной горы таинственную Хозяйку. Встретившись с ней, упрашивал показать ему каменный цветок. Хозяйка показала ему волшебный малахитовый цветок, но напомнила Даниле о его невесте и предупредила, что он никогда не захочет больше остаться в своём посёлке.
Данила возвращается в посёлок, участвует у своей невесты на вечеринке, но под впечатлением от увиденного у Хозяйки Медной горы, приходит домой, разбивает все чаши, им сделанные, только барскую не тронул. Больше его никто в посёлке не видел: «Кто говорил, что он ума решился, в лесу загинул, а кто опять сказывал — Хозяйка взяла его в горные мастера».

## В культуре и в жизни
Самый известный и популярный сюжет из сказов Бажова, который был реализован в литературе, музыке и кинематографе: пьеса «Каменный цветок» Елены Ординарцевой-Тарасенко, спектакль «Сказы/Каменный цветок» Государственного академического Малого театра Союза ССР (1987), опера «Каменный цветок» Кирилла Молчанова (1950), балеты «Каменный цветок» Александра Фридлендера (1944), «Каменный цветок» Сергея Прокофьева (1954), художественный фильм «Каменный цветок» ((1946, режиссёр Александр Птушко) и мультипликационный фильм «Каменный цветок» (1977, режиссёр Олег Николаевский) и диафильм «Каменный цветок» (1961).
В 1970 году была выпущена почтовая марка СССР, а в 2004 году — блок почтовых марок России с изображением сюжета сказа. На территории ВДНХ создан один из трёх главных фонтанов, названный «Каменный цветок». Также фонтан с таким названием имеется на площади Труда в Екатеринбурге.
Элементы из сказа изображены на гербах ряда уральских населённых пунктов, а также есть и АРТ объекты.

Каменный цветок
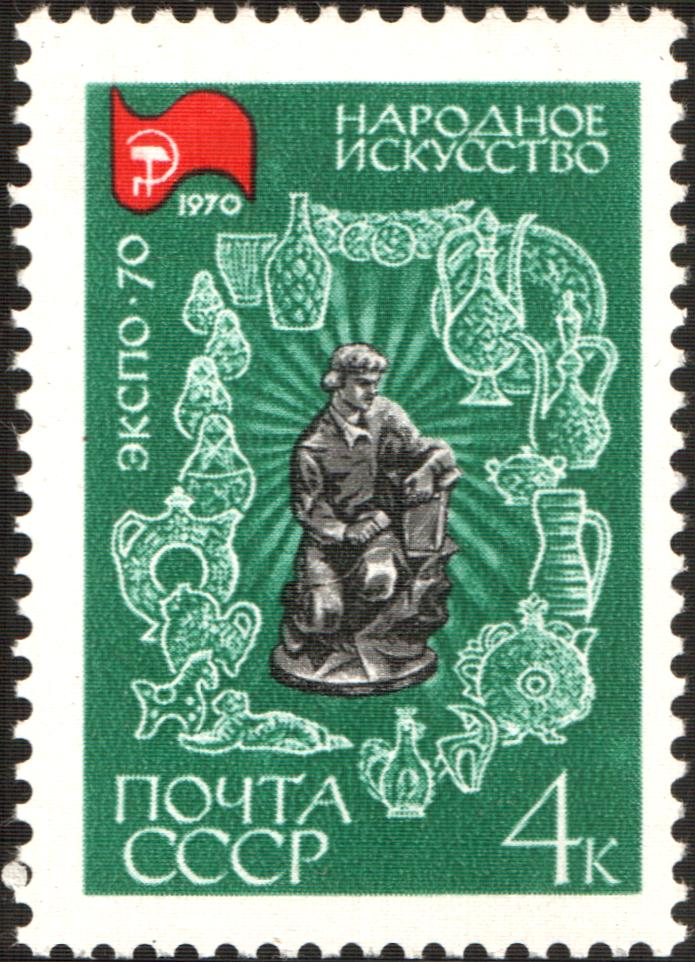
Почтовая марка СССР
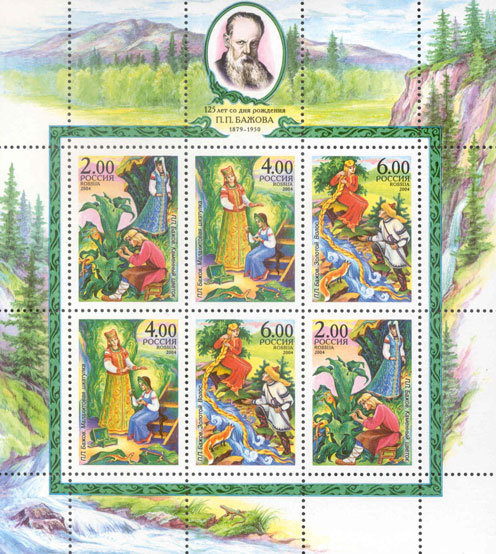
Почтовые марки России
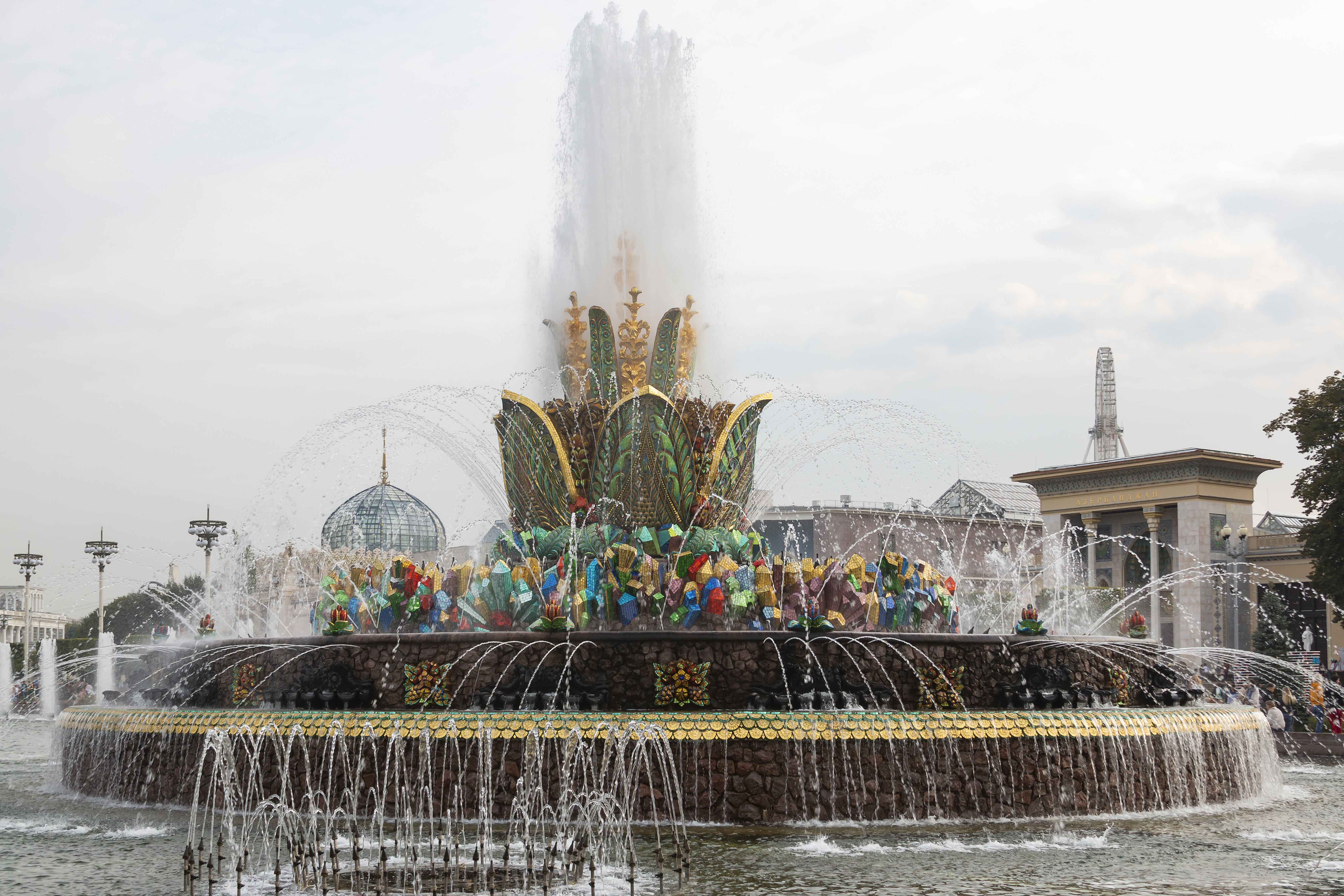
Фонтан на ВДНХ
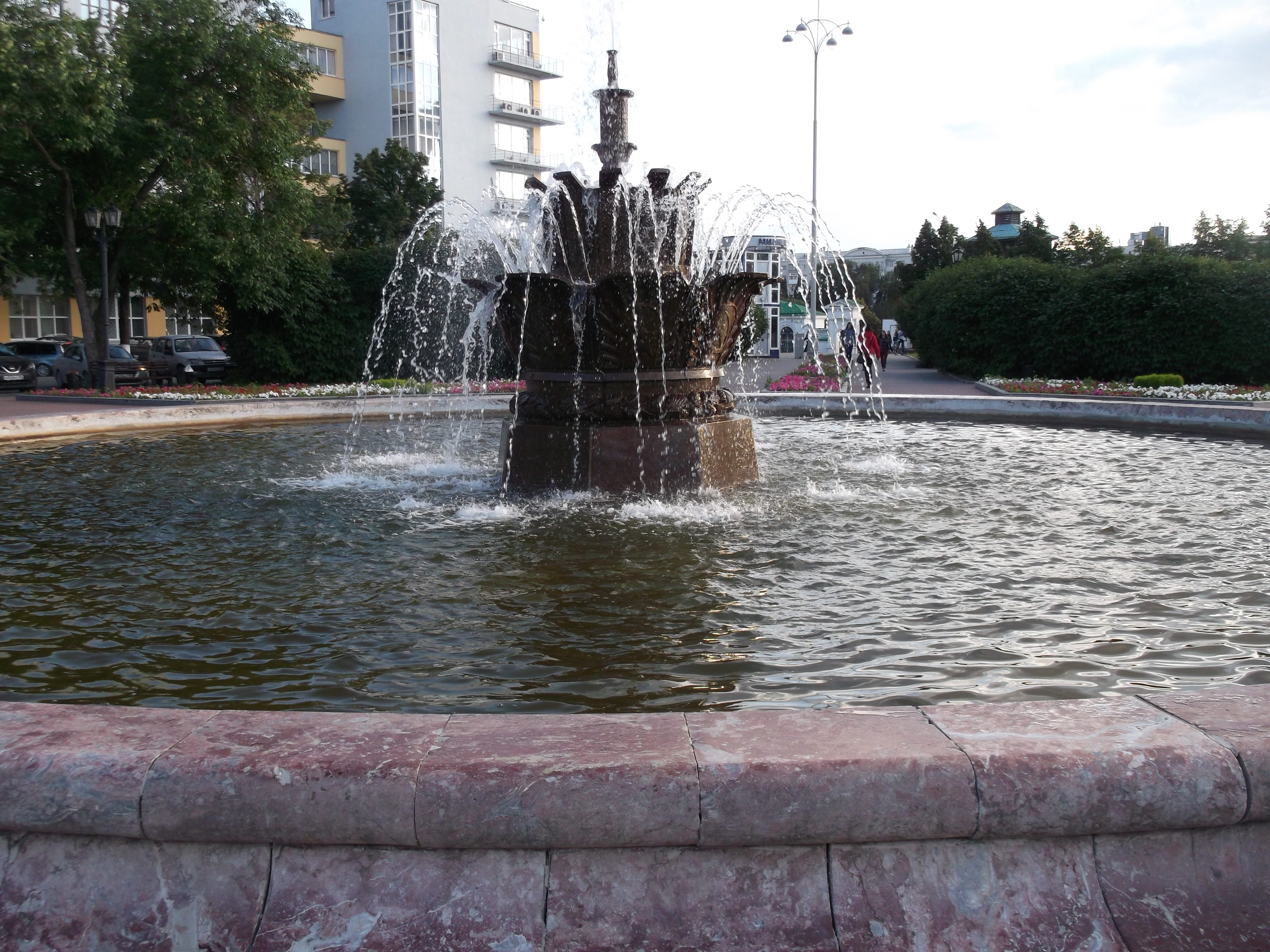
Фонтан в Екатеринбурге
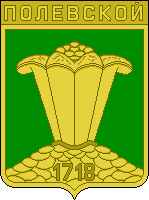
Бывший герб города Полевской
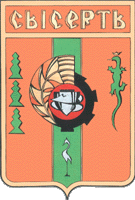
Бывший герб города Сысерть